# 贺亦然
贺亦然（1917年—2006年），河北省满城县人。曾任广西壮族自治区人民政府副主席、中国共产党广西壮族自治区委员会宣传部长。中共八大代表。

## 生平
1932年加入中国共产主义青年团。1936年转党。任中共满城县工委书记。1937年春到延安，先后在陕北公学和抗日军政大学学习。
抗战时任八路军第129师冀南军区第2支队兼第2军分区政治处主任（支队长兼司令员周光策，政委彭学桂）、第129师新编第9旅第25团政治处主任（团长李林，政委陈伯禄），1940年任冀南军区第2军分区政治部主任（司令员吴诚忠、杜义德，政委王贵德、杜义德），1943年任冀南二地委副书记、军分区副政委。
抗战胜利后，相继任冀南军区第10军分区副政治委员兼政治部主任（司令员王蕴瑞，政委江明）、冀南第4军分区副政治委员兼政治部主任（司令员王蕴瑞、邹国厚，政委乔晓光）。1947年任晋冀鲁豫野战军第十纵队第三十旅副政委（旅长刘福胜，政委缺）随军南下开辟桐柏解放区。任桐柏军区第2军分区副政治委员兼政治部主任（司令员王海山，政委邓存伦、王国华）、中共桐柏区第二地委第二书记兼宣传部长（第一书记邓存伦、王国华）、二分区政治委员（司令员王海山）。1949年任中国人民解放军第五十八军第174师政委（师长何济林、郭庆祥）。
1950年7月率第174师调广西军区，接替北上河南省备战入朝的第三十九军第115师任务，第174师并入宜山军分区，贺亦然兼任宜山地委第一书记。1951年4月至7月任玉林地委第一书记。1951年7月至1952年8月任容县地委第一书记。1952年8月3日任中共广西省委常委、省委宣传部长兼省文教委员会主任。省委农村工作部部长。1958年8月至1961年8月任自治区委常委、柳州地委第一书记。1960年自治区党委委托时任自治区党委常委、柳州地委第一书记贺亦然抓电影《刘三姐》文学剧本的组织创作，向到柳州进行改编创作及电影分镜头本的案头工作的乔羽和苏里转达韦国清的两点意见：一、要求影片在广西拍摄外景，以广西山水风光作为背景去叙述故事；二、希望多用广西本土演员。对此，乔羽和苏里完全赞同，并表示外景当以桂林、阳朔为主，兼选其他；按照“多用广西演员”的原则，导演苏里选择桂林的黄婉秋出演“刘三姐”，用广西话剧团演员夏宗学饰演莫老爷，张宁饰演歌迷，徐峻泰饰演李秀才，柳州彩调团的张文君扮演舟妹，两位丫环分别由百色地区文工团的张丽贤和柳州桂剧团的刘凤英扮演。1962年10月20日至31日召开的中共广西壮族自治区第二次代表大会选出中共广西壮族自治区第二届委员会，贺亦然不再任区党委常委、宣传部长。1965年2月区区委常委、宣传部部长葛震调任中共中央中南局副秘书长、宣传部第一副部长；贺亦然任区党委宣传部长。1966年5月广西区党委成立“广西文化大革命领导小组”，组长是广西区党委副书记伍晋南，副组长是广西区党委宣传部部长贺亦然、广西军区政治部任副主任侠静波、郭永昌、段远钟、段纯和、罗立斌。文革后期任自治区党委宣传部副部长、部长。1977年12月广西壮族自治区第五届人民代表大会第一次会议选举广西壮族自治区革命委员会主任乔晓光、副主任刘重桂、覃应机、杜易、赵欣然、廖炜雄、徐其海、廖生东、周光春、黄荣、贺亦然。1979年12月21日至26日，自治区第五届人民代表大会第二次会议选举广西壮族自治区人民政府主席覃应机(壮族)，副主席周光春、肖寒、徐其海、廖生东、罗立斌、贺亦然、任耕卿、黄云、梁成业(壮族)、莫乃群、史清盛、金宝生(瑶族)、郭城(壮族)、里林(女)、甘苦(壮族)。1980年12月至1983年3月任中共广西壮族自治区委常委。
1983年4月退二线。1985年离休。　